# Ufficio per l'esecuzione penale esterna
Gli Uffici locali per l'Esecuzione Penale Esterna (U.E.P.E.) sono uffici periferici del Dipartimento della Giustizia Minorile e di Comunità (dpcm n. 84/2015) che in precedenza facevano capo al Dipartimento dell'amministrazione Penitenziaria del Ministero della Giustizia e la loro organizzazione è disciplinata con regolamento adottato dal Ministro della Giustizia.

## Funzioni
Questi uffici si occupano di “trattamento socio-educativo” delle persone sottoposte a misure restrittive della libertà, svolgendo il compito di favorire il reinserimento sociale delle persone che hanno subito una condanna definitiva.
Inoltre svolgono determinate funzioni assegnate loro dalla legge n. 354/1975 (cosiddetto Ordinamento penitenziario), ed in particolare:
a) svolgono su richiesta dell'autorità giudiziaria, le inchieste utili a fornire i dati occorrenti per l'applicazione, la modificazione, la proroga e la revoca delle misure di sicurezza;
b) svolgono le indagini socio-familiari per l'applicazione delle misure alternative alla detenzione ai condannati;
c) propongono all'autorità giudiziaria il programma di trattamento da applicare ai condannati che chiedono di essere ammessi all'affidamento in prova e alla detenzione domiciliare;
d) controllano l'esecuzione dei programmi da parte degli ammessi alle misure alternative, ne riferiscono all'autorità giudiziaria, proponendo eventuali interventi di modificazione o di revoca;
e) su richiesta delle direzioni degli istituti penitenziari, prestano consulenza per favorire il buon esito del trattamento penitenziario;
f) svolgono ogni altra attività prescritta dalla legge e dal regolamento.

## Competenze
I compiti degli U.E.P.E. previsti dalla riforma dell'ordinamento penitenziario (art. 72, legge n. 354/1975) e disciplinati dal regolamento d'esecuzione, sono molteplici e possono essere sostanzialmente ricondotti in
due settori d'intervento prevalenti:
1) Interventi sviluppati sul territorio nell'ambito dell'esecuzione penale esterna.
La competenza centrale degli U.E.P.E. è quella relativa alla concessione e alla gestione delle Misure Alternative alla Detenzione (Affidamento in Prova al Servizio Sociale, Affidamento in casi particolari, Detenzione domiciliare e Semilibertà).
Rispetto a tale settore, gli Uepe svolgono delle inchieste sociali su incarico dei Tribunali di Sorveglianza, finalizzate alla conoscenza della situazione familiare, relazionale e sociale dei soggetti coinvolti, con particolare riguardo agli aspetti problematici e agli interventi messi in atto per il loro superamento.
Il compito principale è quello di favorire il percorso di recupero e di reinserimento del soggetto nella società, aiutandolo a superare le difficoltà d'adattamento.
2) Interventi svolti in favore di soggetti ristretti negli istituti di pena.
All'interno del carcere l'Uepe, attraverso gli Assistenti Sociali, partecipa alle attività d'osservazione scientifica della personalità dei detenuti e apporta il suo contributo in seno all'Equipe d'Osservazione e Trattamento per la stesura del relativo programma individualizzato.
Il compito dell'Assistente Sociale è di riferire sulla rete sociale e familiare del detenuto, evidenziando il rapporto che lo stesso ha con la realtà esterna e la sua eventuale possibilità di interagire con le risorse
presenti o attivabili oltre ad effettuare colloqui con i detenuti per eventuali problematiche di natura familiare, economica e legate al mondo esterno.

## Ubicazione degli Uffici
Sono distribuiti su tutto il territorio nazionale, in quanto l'ordinamento penitenziario prevede un U.E.P.E. per ogni Ufficio di Sorveglianza.